# Tristán Achával Rodríguez
Tristán Achával Rodríguez (ur. 10 grudnia 1843 w Córdobie, zm. 5 lutego 1887 w Buenos Aires) – argentyński polityk, dyplomata, matematyk i dziennikarz.
Był synem Tristána Achávala, gubernatora prowincji Córdoba w 1861 oraz bratankiem i sekretarzem Wenceslao Achávala, katolickiego biskupa Cuyo. Pracował jako profesor matematyki uniwersytetu w Córdobie. Doradzał w sprawach prawnych władzom tego miasta. W 1873 i 1879 był wybierany do Izbie Deputowanych Argentyny, której przewodniczył od 25 kwietnia 1882 do 25 kwietnia 1883. Od 1877 do 1879 był ambasadorem Argentyny w Paragwaju. Jako polityk sprzeciwiał się świeckiej edukacji (atakował ją na kongresie pedagogicznym w 1882) i urzędów stanu cywilnego. Wypowiadał się za przeniesieniem stolicy państwa do Córdoby. Należał do Akcji Katolickiej. Był wśród współzałożycieli skrajnie klerykalnego pisma La Unión. W ostatnich latach życia mieszkał w San José de Flores w aglomeracji Buenos Aires. Pochowany na Cementerio de la Recoleta.